# Camilla Huse
Camilla Huse (* 31. August 1979 in Askim) ist eine norwegische Fußballspielerin auf der Position einer Verteidigerin. Zurzeit spielt sie für Røa IL in der Toppserien, der höchsten Spielklasse im norwegischen Frauenfußball.
Ihr Debüt für die norwegische Nationalmannschaft gab sie im Jahre 2005.
Mit der norwegischen Nationalmannschaft erreichte sie 2007 den vierten Platz bei der WM 2007 in China.
Huse gewann die norwegische Meisterschaft mit Kolbotn IL in den Jahren 2002, 2005 und 2006.
Die Verteidigerin hat mit der norwegischen Frauennationalmannschaft in Finnland bei der Fußball-Europameisterschaft der Frauen 2009 fünf Einsätze und erreichte mit ihrer Mannschaft das Halbfinale.

## Nationalmannschaft
- Weltmeisterschaftsteilnahme: 2007
- Europameisterschaftsteilnahme: 2009